# Nederlands kampioenschap shorttrack 2019
Het Nederlands kampioenschap  shorttrack 2019 werd op 5 en 6 januari gehouden in IJsstadion Thialf in Heerenveen. Het Nederlands kampioenschap  shorttrack 2019 voor junioren vond plaats op 16 en 17 maart 2019, eveneens in Heerenveen.

## Resultatenoverzicht
|                    | Goud               | Zilver            | Brons            |
| ------------------ | ------------------ | ----------------- | ---------------- |
| Mannen senioren    | Daan Breeuwsma     | Itzhak de Laat    | Sven Roes        |
| Vrouwen senioren   | Lara van Ruijven   | Suzanne Schulting | Selma Poutsma    |
| Jongens junioren A | Sven Roes          | Melle van 't Wout | Jens van 't Wout |
| Meisjes junioren A | Marijn Wiersma     | Esther Gijsbers   | Sara van Zuijlen |
| Jongens junioren B | Hessel van Berkum  | Zeno de Boer      | Jesse Speijers   |
| Meisjes junioren B | Xandra Velzeboer   | Georgie Dalrymple | Anne Floor Otter |
| Jongens junioren C | Ted Dalrymple      | Jenning de Boo    | Niels Bergsma    |
| Meisjes junioren C | Diede van Oorschot | Suze Kingma       | Zoë Deltrap      |

## Mannen

### Afstandsmedailles
| Onderdeel | Goud             | Zilver         | Brons            |
| --------- | ---------------- | -------------- | ---------------- |
| 500m      | Jasper Brunsmann | Itzhak de Laat | Daan Breeuwsma   |
| 1000m     | Daan Breeuwsma   | Itzhak de Laat | Sven Roes        |
| 1500m     | Daan Breeuwsma   | Itzhak de Laat | Dylan Hoogerwerf |
| 3000m     | Sven Roes        | Friso Emons    | Itzhak de Laat   |

### Puntenklassement
| #      | Schaatser         | 1500m | 500m | 1000m | 3000m | Afstandspunten | Finalepunten |
| ------ | ----------------- | ----- | ---- | ----- | ----- | -------------- | ------------ |
| Goud   | Daan Breeuwsma    | 1     | 3    | 1     | 4     | 9              | 89           |
| Zilver | Itzhak de Laat    | 2     | 2    | 2     | 3     | 9              | 76           |
| Brons  | Sven Roes         | 8     | 15   | 3     | 1     | 27             | 48           |
| 4      | Jasper Brunsmann  | 7     | 1    | 10    | 8     | 26             | 37           |
| 5      | Friso Emons       | 5     | 9    | 6     | 2     | 22             | 29           |
| 6      | Dylan Hoogerwerf  | 3     | 5    | 4     | 6     | 18             | 28           |
| 7      | Bram Steenaart    | 16    | 4    | 7     | 7     | 34             | 15           |
| 8      | Dennis Visser     | 4     | 10   | 5     | 5     | 24             | 14           |
| 9      | Jens van 't Wout  | 6     | 7    | 11    | -     | 24             | 5            |
| 10     | Niels Kingma      | 12    | 6    | 14    | -     | 32             | 3            |
| 11     | Melle van 't Wout | 10    | 8    | 8     | -     | 26             | 2            |

## Vrouwen

### Afstandsmedailles
| Onderdeel | Goud              | Zilver           | Brons            |
| --------- | ----------------- | ---------------- | ---------------- |
| 500m      | Lara van Ruijven  | Yara van Kerkhof | Selma Poutsma    |
| 1000m     | Lara van Ruijven  | Selma Poutsma    | Xandra Velzeboer |
| 1500m     | Suzanne Schulting | Selma Poutsma    | Lara van Ruijven |
| 3000m     | Suzanne Schulting | Selma Poutsma    | Lara van Ruijven |

### Puntenklassement
| #      | Schaatser         | 1500m | 500m | 1000m | 3000m | Afstandspunten | Finalepunten |
| ------ | ----------------- | ----- | ---- | ----- | ----- | -------------- | ------------ |
| Goud   | Lara van Ruijven  | 3     | 1    | 1     | 3     | 8              | 94           |
| Zilver | Suzanne Schulting | 1     | 5    | 5     | 1     | 12             | 78           |
| Brons  | Selma Poutsma     | 2     | 3    | 2     | 2     | 9              | 76           |
| 4      | Yara van Kerkhof  | 5     | 2    | 4     | 4     | 15             | 42           |
| 5      | Rianne de Vries   | 4     | 4    | 9     | 6     | 23             | 21           |
| 6      | Xandra Velzeboer  | 6     | 8    | 3     | 7     | 24             | 19           |
| 7      | Tineke den Dulk   | 8     | 6    | 10    | 5     | 29             | 6            |
| 8      | Marijn Wiersma    | 7     | 11   | 7     | 8     | 33             | 5            |
| 9      | Emma van Zuijlen  | 11    | 9    | 6     | -     | 26             | 3            |
| 10     | Esther Gijsbers   | 10    | 7    | 12    | -     | 29             | 2            |